# マリー・ド・ブラバン (サヴォイア伯妃)
マリー・ド・ブラバン（仏: Marie de Brabant, 1277/80年 - 1338年）またはマリア・ディ・ブラバンテ（伊: Maria di Brabante）は、サヴォイア伯アメデーオ5世の2番目の妃。ブラバント公ジャン1世とマルグリット・ド・フランドルの娘。

## 生涯
父ジャン1世の死後にアメデーオ5世と婚約した。2人の結婚は、ブラバントとフランスの間の対イングランド同盟にサヴォイアが加わったときに決められた。1297年10月に教皇の許可が与えられ、1298年にシャンベリ城において結婚式が行われた。
サヴォイア伯妃として、マリーはブラバントからいくらかの文化的影響をサヴォイアにもたらしたとみられ、仕立て屋のコラン・ド・ブラバンなどの職人を呼び、その職人らはサヴォイアの宮廷に影響を与えた。この結婚によりサヴォイアとブラバントの関係は親密なものとなり、ブラバントにイタリアへの近道を提供することとなった。マリーは、外交官および政治顧問としての役割を果たし、サヴォイア宮廷において影響力を持っていたとみられる。
1308年、マリーの義兄ハインリヒ7世がドイツ王に選出された。姉マルグリットとその夫ハインリヒ7世が1310年にローマへ向かった時、途中でジュネーヴのサヴォイア宮廷のマリーのもとを訪れた。
1323年に夫アメデーオ5世が死去し、夫と最初の妃の間の息子エドアルドがサヴォイア伯位を継承した。マリーの正確な没年月日は不明である。

## 子女
- マリア - フォーシニー男爵ユーグ・ド・ラ・トゥール・デュ・パン（ヴィエノワのドーファン・アンベール1世の息子）と結婚[4]
- カタリーナ（1336年没） - オーストリア公レオポルト1世と結婚[4]
- ジョヴァンナ（アンナ）（1306年 - 1366年） - 東ローマ皇帝アンドロニコス3世パレオロゴスと結婚[4]
- ベアトリーチェ（1310年 - 1331年） - 1327年にケルンテン公ハインリヒ6世と結婚[4]